# 摩揭陀俗語
摩揭陀俗語(Magadhi Prakrit (Ardhamāgadhī))是古印度的一种语言，属普拉克里特诸语言之一。在梵语和巴利语相继没落之后，摩揭陀俗语成为古印度的书面语言之一。
摩揭陀俗语使用范围为印度次大陆的东部，包括今日印度东部、孟加拉国和尼泊尔。佛教创始人释迦牟尼和耆那教创始人摩訶毗羅都是摩揭陀俗语的使用者。在印度列国时代，该语言是摩揭陀的宫廷语言，后来也是孔雀王朝的宫廷语言。阿育王诏书便是用该语言写成。
摩揭陀俗语后来发展成为印度-雅利安语支的东部诸语，包括阿萨姆语、孟加拉语、奥里亚语和比哈尔诸语（包括博杰普尔语、迈蒂利语、摩揭陀语等语言）。

## 巴利語與摩揭陀俗語
巴利語：法句經 103：
Yo sahassaṃ sahassena, saṅgāme mānuse jine;

Ekañca jeyyamattānaṃ, sa ve saṅgāmajuttamo.
千千為敵，一夫勝之；

未若自勝，為戰中上。
摩揭陀俗語：Saman Suttam 125：
Jo sahassam sahassanam, samgame dujjae jine.

Egam jinejja appanam, esa se paramo jao.
千千為敵，一夫勝之；

未若自勝，為戰中上。

## 外部連結
- Jain Agams
- An Illustrated Ardha-Magadhi Dictionary
- Jainism in Buddhist Literature

template:Indo-Iranian languages